# Огневой налёт

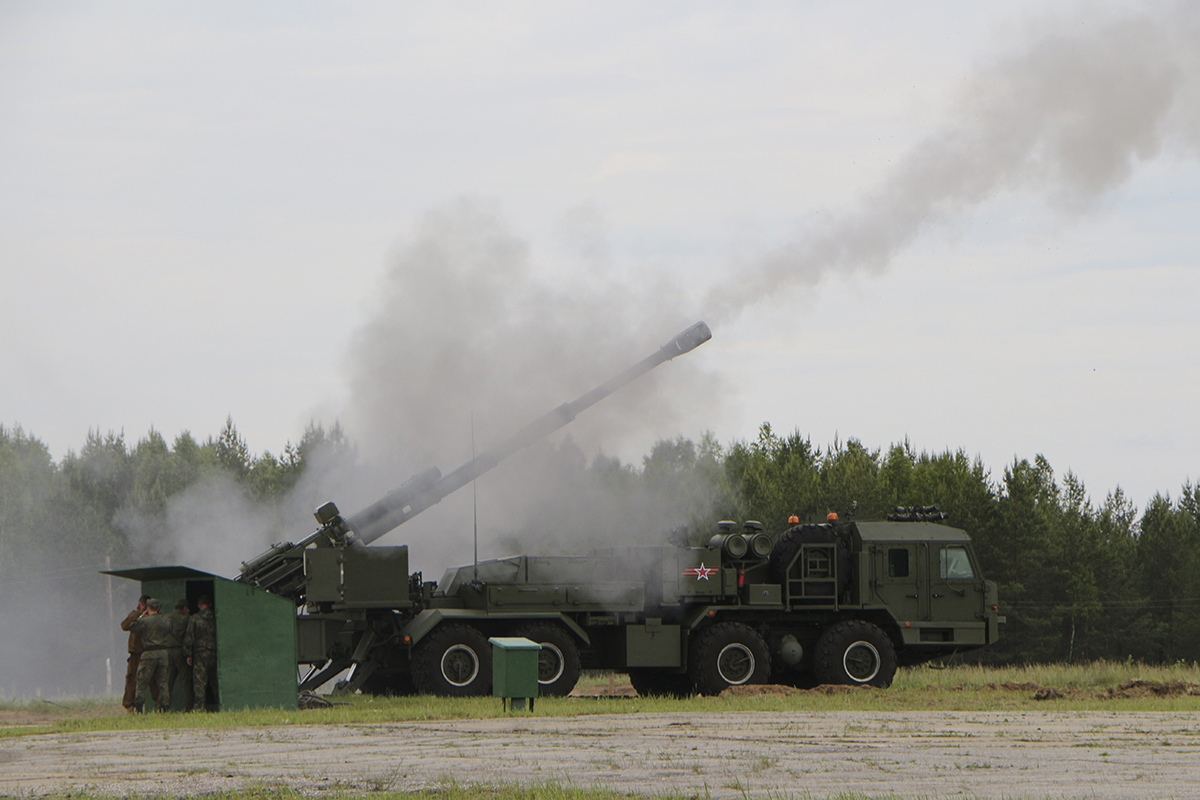
152-мм САО «Мальва» на полигоне.
Орудие может автоматизированно вести стрельбу в режиме огневого налёта, когда несколько выпущенных боеприпасов достигают цели по разным траекториям приблизительно в одно время.

Огневой налёт, артиллерийский налёт или артналёт — разновидность кратковременного артиллерийского или миномётного обстрела, который характеризуется массированностью, внезапностью, высокой плотностью и ограниченностью по времени.
Как правило, огневой налёт используется для поражения небольших объектов и осуществляется беглым огнём. Также возможно начинать огневой налёт беглым огнём, а продолжать — методическим.
Применяется не только для уничтожения живой силы вооружения и военной техники противника, но и в иных тактических ситуациях (артподготовка, контрбатарейная борьба, беспокоящий огонь и тому подобное). Во время партизанской войны наиболее подходящие цели для огневых налётов — пункты связи и управления, радиостанции, отдельные сооружения на путях сообщения и так далее.